# 渡舟街道
渡舟街道，是中华人民共和国重庆市长寿区下辖的一个乡镇级行政单位。

## 行政区划
渡舟街道下辖以下地区：
长生桥社区、渡中路社区、渡舟村、堰桥村、果园村、黄连村、三好村、新道路村、太平村、白果村、天桥村、甘蔗村、高峰村、保丰村和河塘村。